# Hieracium nudicaule
Hieracium nudicaule ist eine Pflanzenart aus der Gattung der Habichtskräuter (Hieracium) innerhalb der Familie der Korbblütler (Asteraceae). Sie kommt nur in den westlichen US-Bundesstaaten Kalifornien und Oregon vor.

## Beschreibung

### Vegetative Merkmale
Hieracium nudicaule ist eine ausdauernde krautige Pflanze, die Wuchshöhen von 15 bis 50 Zentimetern, gelegentlich auch mehr erreicht. Die Stängel sind meist kahl, gelegentlich aber auch mit sternförmigen oder mit feinen und rauen 0,1 bis 0,7 Zentimeter langen Haaren besetzt und haben eine meist unbehaarte, manchmal auch rau oder sternförmig behaarte Basis.
An der Stängelbasis befinden sich drei bis acht grundständige Laubblätter, während sich am Stängel keine oder bis zu fünf Laubblätter befinden. Die Blattspreite ist bei einer Länge von 5 bis 12 Zentimetern sowie einer Breite von 0,6 bis 3 Zentimetern lanzettlich bis lanzettlich-elliptisch mit keilförmiger Spreitenbasis und spitzer Spreitenspitze. Die Spreitenränder sind meist ganzrandig, gelegentlich aber gezähnelt. Sowohl die Blattunterseite als auch die Blattoberseite ist mit sternförmigen sowie mit feinen und rauen 0,2 bis 0,7 Zentimeter langen Haaren besetzt, manchmal sind die Oberflächen aber auch kahl.

### Generative Merkmale
Die Blütezeit erstreckt sich von Juni bis August und manchmal auch noch bis in den September hinein. Der rispige bis schirmtraubige oder annähernd doldige Gesamtblütenstand enthält meist zwei bis zwölf oder mehr körbchenförmige Teilblütenstände. Der Blütenstandsschaft ist mehr oder weniger mit sternartigen sowie gelegentlich auch mit drüsigen und gestielten Haaren besetzt. Das bei einer Länge von 0,8 bis 1 Zentimetern sowie einem Durchmesser von 0,4 bis 0,6 Zentimetern mehr oder weniger glockenförmige Involucrum enthält 8 bis 13, gelegentlich auch mehr an der Unterseite drüsig und sternartig behaarte Hüllblätter mit abgerundeten bis spitzen Spitzen. Die Blütenkörbchen enthalten 20 bis 40 oder auch mehr Zungenblüten. Die gelben Zungenblüten sind 0,8 bis 1 Zentimeter lang.
Die schwarzen Achänen sind bei einer Länge von 0,25 bis 0,3 Zentimetern säulenförmig. Der Pappus besteht aus 40 bis 60 oder mehr weißen oder strohfarbenen Borstenhaaren, welche 0,4 bis 0,6 Zentimeter lang sind.

## Vorkommen
Hieracium nudicaule kommt im westlichen Teil der Vereinigten Staaten nur in den Bundesstaaten Kalifornien und Oregon vor.
Hieracium nudicaule gedeiht in Höhenlagen von 400 bis 2300 Metern an offenen Standorten im Chaparral sowie auf Lichtungen in Nadelwäldern.

## Taxonomie
Die Erstbeschreibung als Hieracium cynoglossoides var. nudicaule erfolgte 1883 durch Asa Gray in Proceedings of the American Academy of Arts and Sciences, Band 19, Seite 68. Amos Arthur Heller erhob im Jahr 1906 in Muhlenbergia; a journal of botany, Nummer 2, Seite 149 diese Varietät als Hieracium nudicaule in den Rang einer eigenständigen Art. Ein weiteres Synonym für Hieracium nudicuale (A.Gray) A.Heller ist Hieracium scouleri var. nudicaule (A.Gray) Cronquist.